# Anke Wirsing

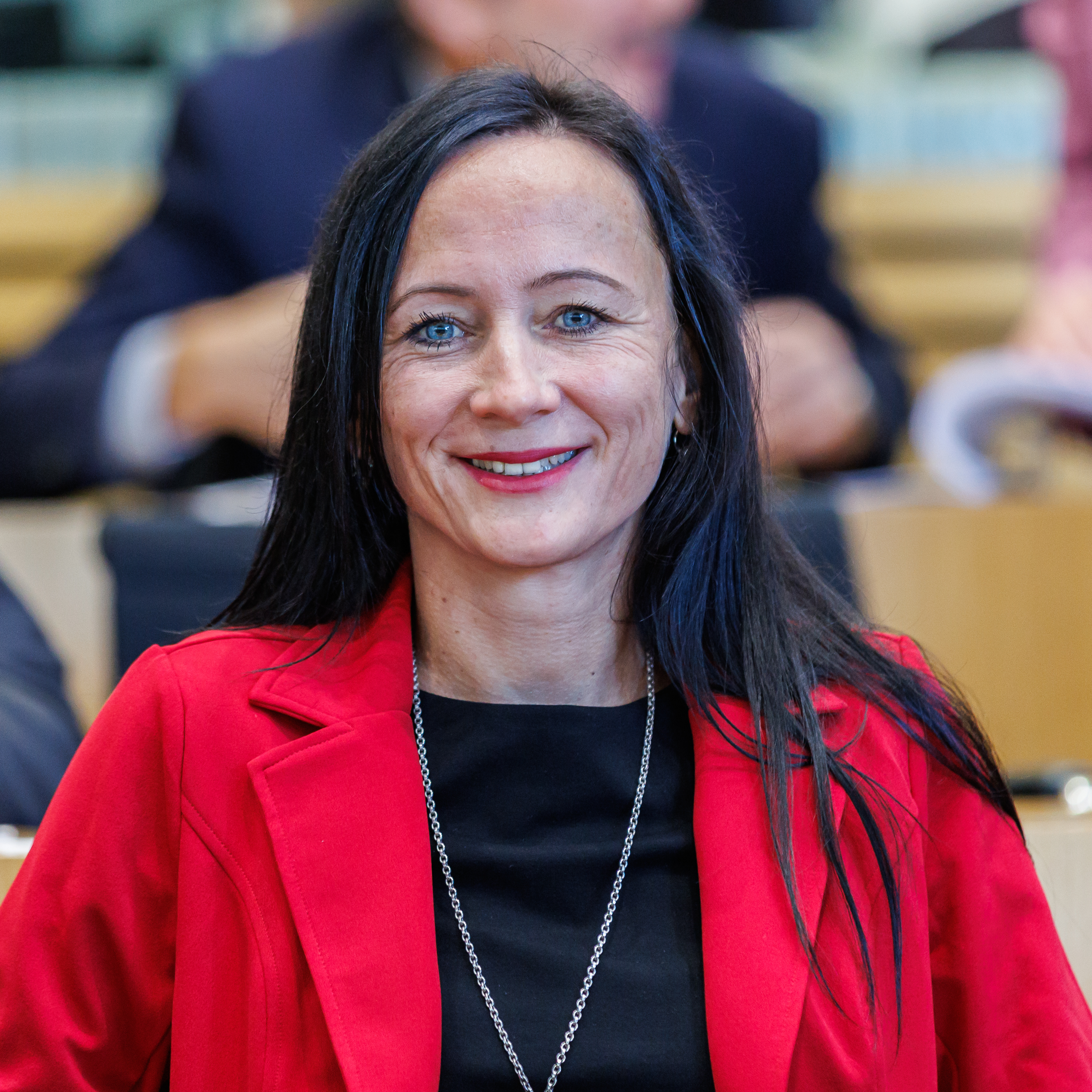
Anke Wirsing bei der konstituierenden Sitzung im Thüringer Landtag, 2024

Anke Wirsing (* 1980 in Bad Salzungen) ist eine deutsche Politikerin (BSW, zuvor Die Linke). Sie ist Mitglied des 8. Thüringer Landtags.

## Leben und Beruf
Nach ihrem Realschulabschluss im Jahr 1997 machte sie eine Ausbildung zur Bauzeichnerin. Im Anschluss folgte noch ein Abschluss zur Fachwirtin für Büro- und Projektorganisation. Wirsing ist verheiratet und hat zwei Kinder. Sie ist Bildungsbegleiterin bei der SBH Nordost GmbH, Bad Salzungen sowie Mitglied im Hauptausschuss des Stadtrats Bad Salzungen
und Mitglied im Verwaltungsrat Kur- und Touristikunternehmen der Stadt Bad Salzungen kAöR. Wirsing ist Mitglied im Kreisausschuss und Mitglied im Ausschuss Jugend, Soziales und Gesundheit. 

## Politik
Bis Ende 2023 war Wirsing Mitglied der Linken und seit 2014 Geschäftsführerin des Kreisverbands Wartburgkreis-Eisenach. Seit 2014 ist sie Mitglied im Stadtrat von Bad Salzungen und war seit 2019 Vorsitzende der Linksfraktion. 2019 wurde sie zudem für Die Linke im Kreistag des Wartburgkreises gewählt. Bei der Landtagswahl 2019 kandidierte sie für Die Linke als Direktkandidatin im Wahlkreis Wartburgkreis III und erreichte hinter Marcus Malsch (CDU) und Klaus Stöber (AfD) den dritten Platz, sodass sie nicht in den Landtag einzog. 
2024 wurde Wirsing Mitglied des Bündnis Sahra Wagenknecht. Bei der Kommunalwahl 2024 wurde sie erneut in den Kreistag des Wartburgkreises sowie den Stadtrat von Bad Salzungen gewählt. In beiden Kommunalparlamenten ist sie Vorsitzende der dortigen BSW-Fraktion. Bei der Landtagswahl 2024 belegte sie den 12. Platz der BSW-Landesliste und wurde in den 8. Thüringer Landtag gewählt. Sie ist Mitglied im Europa-Ausschuss und Jugendpolitische Sprecherin. Hinzu kommen noch Arbeit, Familie und Soziales. 
Während ihre Landeschefin Katja Wolf zwecks der Bildung einer Koalition mit CDU und SPD Zugeständnisse an diese machen wollte, erklärte Wirsing ihre Gefolgschaft zur Bundesvorsitzenden und Namensgeberin Wagenknecht. Sie schrieb am 1. November auf Twitter: „Ich habe nicht mit Sahra Wagenknecht DIE LINKE verlassen, um nach wenigen Monaten den Gründungskonsens aufzukündigen. Ich werde nicht gegen den Bundesvorstand agieren.“
Bei der Bundestagswahl 2025 kandidierte Wirsing auf Platz 2 der thüringischen Landesliste des BSW, ihre Partei scheiterte jedoch bundesweit knapp an der Fünf-Prozent-Hürde.
Im April 2025 kandidierte Wirsing mit der Unterstützung Wagenknechts als Landesvorsitzende des BSW Thüringen, unterlag jedoch Amtsinhaberin Katja Wolf.